# هيذر مودي
هيذر مودي (بالإنجليزية: Heather Moody)‏ هي لاعبة كرة الماء أمريكية، ولدت في 21 أغسطس 1973 في ريكسبورغ في الولايات المتحدة.

## وصلات خارجية
- هيذر مودي على موقع الاتحاد الدولي للسباحة (الإنجليزية)
- هيذر مودي على موقع قاعة مشاهير السباحة الأمريكية (الإنجليزية)
- هيذر مودي على موقع اللجنة الأولمبية الدولية (الإنجليزية)
- هيذر مودي على موقع أوليمبيديا (الإنجليزية)